# 虱子草
虱子草（学名：Tragus berteronianus）是一种禾本科植物。这种植物主要分布于暖温带及温带地区。四川西北部，甘肃、陕西、宁夏、山西、河北、东北及内蒙古一部分地区；欧洲北中部、高加索、中亚细亚，澳大利亚及北美等国家。